# 1501 en arts plastiques
| Années des arts plastiques : 1498 - 1499 - 1500 - 1501 - 1502 - 1503 - 1504    |
| Décennies des arts plastiques : 1470 - 1480 - 1490 - 1500 - 1510 - 1520 - 1530 |

Cette page concerne l'année 1501 en arts plastiques.

## Œuvres
- Vers 1501 : 
  - La Tentation de saint Antoine, huile sur panneaux de Jérôme Bosch,
  - Crucifixion, peinture a tempera sur tablette de bois de Filippino Lippi.

## Naissances
- 23 juin : Perin del Vaga, peintre italien († 19 octobre 1547),
- ? :
  - Girolamo da Carpi, peintre de l'école de Bologne et architecte italien († 1er août 1556),
  - Dirk Crabeth, peintre de vitraux néerlandais († 1574),
  - Wang Guxiang, peintre chinois († 1568),
  - Wen Jia, peintre chinois († 1583).